# Foudia
Foudia Reichenbach, 1850  è un genere di uccelli passeriformi della famiglia Ploceidae.

## Tassonomia
Comprende le seguenti specie:
- Foudia madagascariensis  (Linnaeus, 1766) - tessitore fiammante
- Foudia eminentissima Bonaparte, 1850 - tessitore rosso delle Mascarene
- Foudia flavicans A.Newton, 1865 - tessitore di Rodrigues
- Foudia aldabrana Ridgway, 1893 - tessitore di Aldabra
- Foudia omissa Rothschild, 1912 - tessitore rosso di foresta
- Foudia rubra  (J.F.Gmelin, 1789) - tessitore di Mauritius
- Foudia sechellarum E.Newton, 1867 - tessitore delle Seychelles